# Toll Creagach
Der Toll Creagach ist ein 1.054 m (3.458 ft) hoher, als Munro und Marilyn eingestufter Berg in Schottland. Sein gälischer Name kann in etwa mit Felsige Höhlung oder Felsige Mulde übersetzt werden. Der Berg liegt etwa 45 Kilometer östlich von Kyle of Lochalsh und gut 15 Kilometer südwestlich von Cannich in der weitläufigen und einsamen Berglandschaft, die sich in der Council Area Highland zwischen dem Glen Affric und Loch Mullardoch erstreckt. 

## Beschreibung
Durch den etwa 870 m hohen Bealach Toll Easa ist der Toll Creagach vom westlich benachbarten, 1.112 m (3.648 ft) hohen Munro Tom a’ Choinich getrennt, der am Ostende eines über 4,5 km langen und gewundenen, vom höchsten Berg der Gegend, dem 1.183 m (3.881 ft) hohen Càrn Eighe ausgehenden Grates liegt. Anders als sein teils ausgesprochen felsiger und mit steilen Flanken versehener westlicher Nachbar ist der Toll Creagach ein massiger, breiter Berg mit kuppelförmigem Gipfelbereich, der nach fast allen Seiten mit sanften, grasbestandenen Hängen abfällt. Er besitzt fünf breite Grate, die vom breiten, steindurchsetzten Gipfelplateau ausgehen. Lediglich zwischen dem Nordwest- und dem Nordostgrat besitzt der Berg ein im Gipfelbereich steileres und felsdurchsetztes Corrie, das in Richtung Loch Mullardoch abfällt. Der Nordostgrat endet im etwas felsigeren Vorgipfel Creag a’ Bhaca ober des Ostendes von Loch Mullardoch, der Nordostgrat wird durch oberhalb des Südufers von Loch Mullardoch aufragende felsdurchsetzte steile Hänge mit dem Namen Creag Dubh begrenzt. Nach Westsüdwest führt ein breiter Grat zum Bealach Toll Easa, der wenig markante Südgrat endet im Vorgipfel Beinn Eun, der über dem Gleann nam Fiadh, einem Seitental des Glen Affric, aufragt. Im Osten führt der breite Grat zu einem knapp unter 800 m hohen Bealach, an den sich östlich weitere, niedrigere und breite grasbestandene Hügel anschließen.

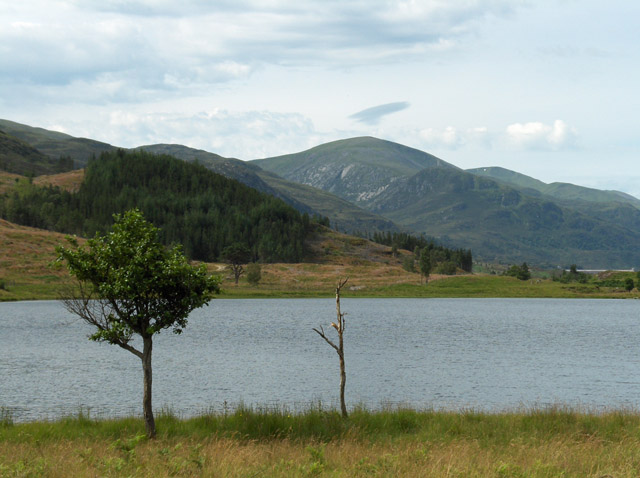
Der Toll Creagach von nordöstlich liegenden Loch Carrie im Glen Cannich aus gesehen
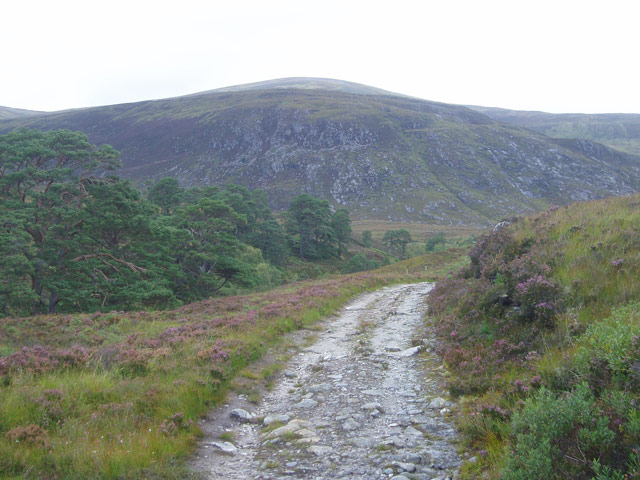
Blick von Süden aus dem Gleann nam Fiadh zum Toll Creagach, im Vordergrund der Beinn Eun
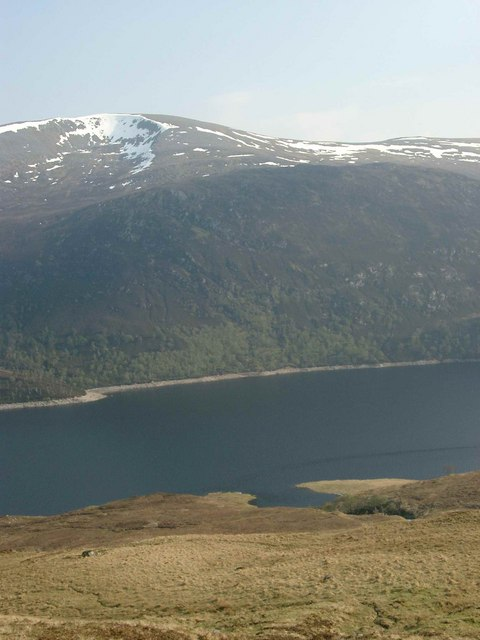
Blick von Norden über Loch Mullardoch zum Toll Creagach
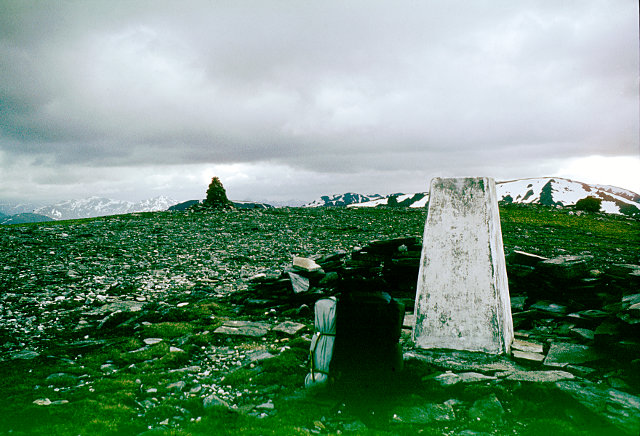
Der trigonometrische Punkt und der Gipfelcairn des Toll Creagach, im Hintergrund der Tom a’ Choinich

## Aufstieg
Eine Besteigung des Toll Creagach wird von vielen Munro-Baggern mit der des Tom a’ Choinich kombiniert. Ausgangspunkt für eine Besteigung ist ein Parkplatz an der Chisholme Bridge an der Fahrstraße in das Glen Affric am Nordufer von Loch Beinn a’ Mheadhoin. Der kürzeste Zustieg führt von dort durch das Gleann nam Fiadh bis unterhalb des Beinn Eun und von dort weglos und steil über die Südflanke des Berges zum Gipfel. Alternativ kann weiter westlich ein Pfad im Seitental des Allt Toll Easa bis zum Bealach Toll Easa genutzt werden, von dort führt der Zustieg über den breiten Westgrat bis zum durch einen trigonometrischen Punkt und einen Cairn markierten Gipfel des Berges. Über den Bealach Toll Easa führt auch eine Rundtour unter Einbeziehung des Tom a’ Choinich.